# ハーバーヤングジョッキー
ハーバーヤングジョッキーは、ラジオ関西で日曜深夜（月曜未明）に放送されているディスクジョッキーの番組である。

## 概要
この番組はラジオ関西が運営する「アナウンサー・タレント研修講座」というアナウンサー・記者・ディスクジョッキーなど放送関係に携わりたい人を中心に行う話し言葉の研修講座に参加する生徒に、ディスクジョッキーやトークの技術を高めることを目的とした研修の一環として行っており、その生徒（毎回数名交代）が中心となって番組を進行している。